# Długie Grodzieckie
Długie Grodzieckie – wieś w Polsce, położona w województwie mazowieckim, w powiecie sokołowskim, w gminie Ceranów. Ma status sołectwa.
| SIMC    | Nazwa        | Rodzaj    |
| ------- | ------------ | --------- |
| 0669453 | Na Polu      | część wsi |
| 0669460 | Nad Jeziorem | część wsi |

W latach 1975–1998 miejscowość administracyjnie należała do województwa siedleckiego.
Mieszkańcy wyznania rzymskokatolickiego należą do parafii Niepokalanego Poczęcia NMP w Ceranowie.
Wieś leży w obszarze Natura 2000 w strefie ciszy, w Nadbużańskim Parku Krajobrazowym. Wieś leży nad starorzeczem rzeki Bug, zwanym czasem Jeziorem Grodzieckim, o długości ok. 2 km oddzielonym od Bugu wałem przeciwpowodziowym. Wieś ma charakter rolniczo-turystyczny. Nad jeziorem większość domów to domy letniskowe.

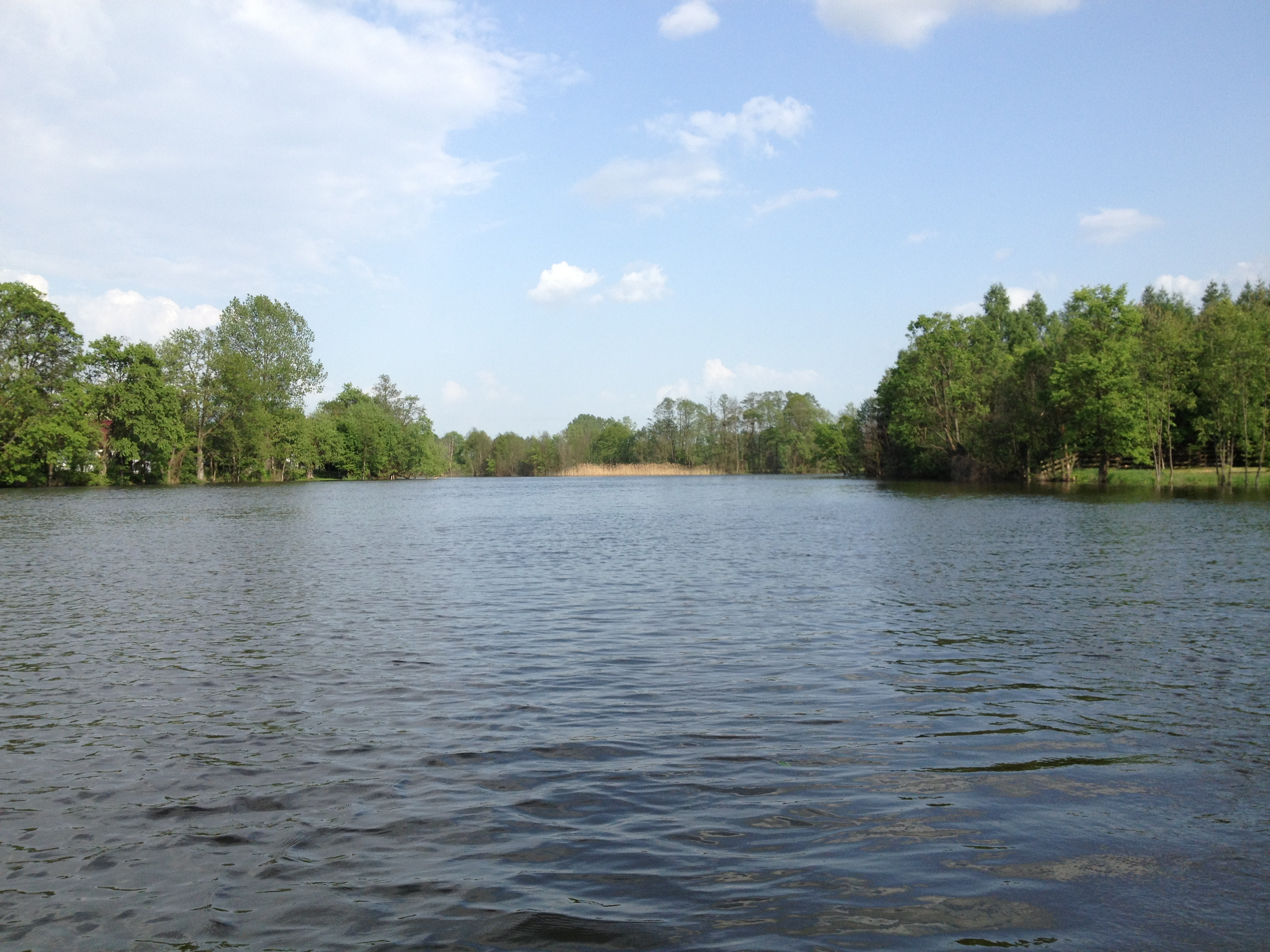
Jezioro Grodzieckie